# 斯波曼山
斯波曼山（英語：Mount Spaaman），是南極洲的山峰，位於南喬治亞群島，屬於阿勒代斯山脈的一部分，海拔高度1,940米，由挪威捕鯨者命名，由英國海外領土管轄。